# 松本市立波田中央保育園
松本市立波田中央保育園（まつもとしりつはたちゅうおうほいくえん）は長野県松本市にある公立の保育所である。

## 概要

### 施設
1階は保育所として、2階は放課後児童クラブ(学童)として機能しています。広々した園庭には沢山の遊具や大きな木々があり、子どもたちを楽しませてくれる。また、自然豊かな環境で裏には畑がある。そこで野菜を収穫している。こうした活動から2021年に信州型自然保育認定園（普及型）となった。

### 定員
- 未満児:30人
- 3歳児:30人
- 4歳児:30人
- 5歳児:30人[3]

## アクセス
アルピコ交通上高地線波田駅より徒歩12分
波田支所より徒歩3分

## 周辺施設
- 松本市立波田小学校
- 波田文化センター
- 波田体育館